# Agostino Spinola (doge)
Il Serenissimo Agostino Spinola (Genova, 1624 – Genova, 1692) fu il 125º doge della Repubblica di Genova e re di Corsica.

## Biografia

Stemma nobiliare degli Spinola

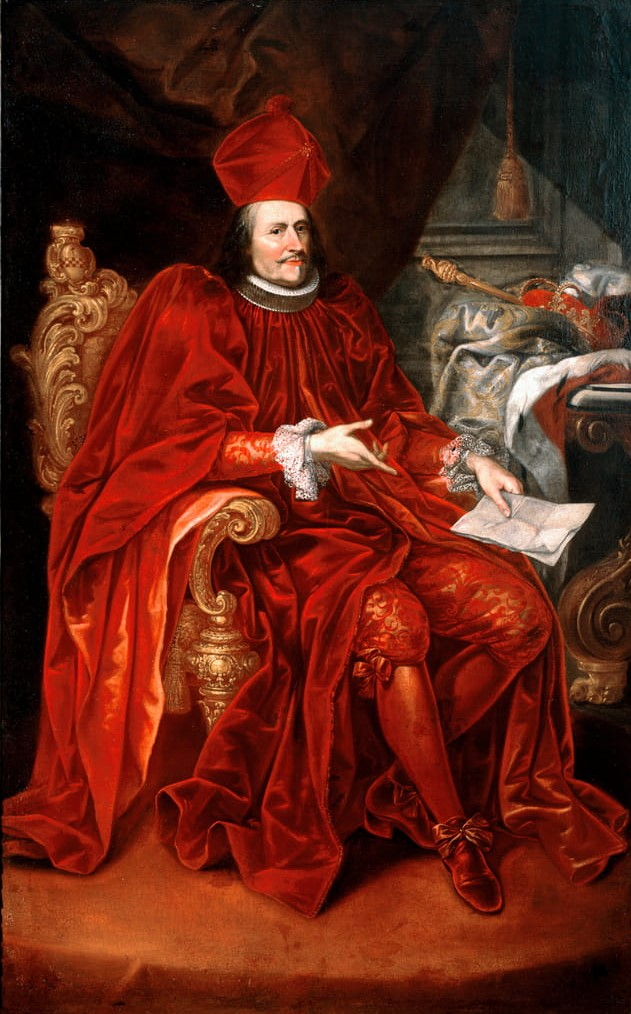
Ritratto del nobile, opera di Gio Enrico Vaymer

Nacque a Genova intorno al 1624. Con la maggiore età ricevette i suoi primi incarichi pubblici in alcuni uffici e magistrati della Repubblica di Genova, alternandosi ad altrettanti impieghi presso il Banco di San Giorgio. Allo scoppio della pestilenza nel capoluogo ligure, tra il 1656 e il 1657, si adoperò con altri nobili locali nel prestare cure, assistenza e gestione amministrativa. Rivestì in epoca successiva anche i panni dell'ambasciatore straordinario alla corte di Spagna dove trattò con la corona la ben nota questione dei diritti territoriali avanzati da Genova sul Marchesato di Finale. Una nota del tempo testimonia, a titolo di curiosità, che per il viaggio del ritorno da Madrid a Barcellona, da dove poi si sarebbe imbarcato per la capitale repubblicana, pretese come l'ambasciatore fiorentino il cocchio reale.
All'età di 55 anni salì al dogato con l'elezione del 29 luglio 1679: l'ottantesimo in successione biennale e il centoventicinquesimo nella storia repubblicana. In qualità di doge fu investito anche della correlata carica biennale di re di Corsica.
Guidò un mandato biennale pressoché tranquillo e di ordinaria amministrazione, fatta eccezione per la delicata questione dei rapporti diplomatici sempre più tesi con la Francia di Luigi XIV che nello stesso 1679, sotto il dogato di Giannettino Odone, cannoneggiò la costa genovese nei pressi di Sampierdarena con circa 3.000 proiettili. Segnali e tensioni che culminarono nel 1684 nel bombardamento navale di Genova da parte della flotta francese.
Terminata la carica a doge il 29 luglio 1681 è probabile che Agostino Spinola ancora continuò a servire la repubblica in uffici ed incarichi pubblici. Morì a Genova nel corso del 1692; non si conosce il luogo di sepoltura.